# 왕베이싱
왕베이싱(중국어 간체자: 王北星, 1985년 3월 10일 ~ )은 중화인민공화국의 여자 스피드 스케이팅 선수이다.
헤이룽장성 치치하얼 시 출신이다. 단거리 전문 선수이다. 2006년 동계 올림픽에서 500m 7위에 올랐다. 2007년 ~ 2009년 세계 종목별 선수권 대회 500m에서 독일의 예니 볼프에 이어 은메달을 땄다. 2009년 세계 스프린트 선수권에서 우승했다. 2010년 동계 올림픽에는 500m에 출전해서 동메달을 땄으며, 글래머러스한 체형으로 인기를 모았다.